# Pantone
Pantone LLC (estilizada como PANTONE) é uma empresa de responsabilidade limitada com sede em Carlstadt, Nova Jérsia. A empresa é mais conhecida por seu Pantone Matching System (PMS), um espaço de cores proprietário usado em uma variedade de indústrias, notadamente design gráfico, design de moda, design de produto, impressão e fabricação e suporte ao gerenciamento de cores do design à produção, nos formatos físico e digital, entre materiais revestidos e não revestidos, algodão, poliéster, náilon e plásticos.
A X-Rite, fornecedora de instrumentos e software de medição de cores, comprou a Pantone por cento e oitenta milhões de dólares em outubro de 2007, e foi adquirida pela Danaher Corporation em 2012.

## Visão geral
A Pantone começou em Nova Jérsia na década de 1950 como a empresa de impressão comercial dos irmãos Mervin e Jesse Levine, M & J Levine Advertising. Em 1956, seus fundadores, ambos executivos de publicidade, contrataram Lawrence Herbert, recém-formado pela Universidade Hofstra, como funcionário de meio período. Herbert usou seus conhecimentos de química para sistematizar e simplificar o estoque de pigmentos da empresa e a produção de tintas coloridas; em 1962, Herbert administrava a divisão de tintas e impressão com lucro, enquanto a divisão de exibição comercial tinha uma dívida de cinquenta mil dólares; ele posteriormente comprou os ativos tecnológicos da empresa dos Levine Brothers por cinquenta mil (equivalente a quatrocentos mil dólares em 2021) e os renomeou como "Pantone".